# Abteilung Agitation (MfS)
Die Abteilung Agitation war eine von 1955 bis 1985 bestehende, zentrale Diensteinheit des Ministeriums für Staatssicherheit (MfS) der DDR. 

## Geschichte und Aufgabenbereich
1955 aus der Abteilung Allgemeines ausgegliedert, war sie zuständig für die Öffentlichkeitsarbeit und Traditionspflege des MfS. Sie erarbeitete Ausstellungen sowie Print- und Filmproduktionen, die zu Propagandazwecken über die DDR-Medien verbreitet wurden. Obwohl nach außen hin oft auch als Pressestelle oder -abteilung bezeichnet, erfüllte die Abteilung Agitation diese Aufgabe nur in sehr begrenztem Umfang. So wurden die Medien insgesamt nur sehr restriktiv mit Informationen zur MfS-Tätigkeit versorgt. Thematisch stand die Abwehr gegnerischer Angriffe im Vordergrund; konkrete Informationen zum eigenen Apparat (Mitarbeiterzahlen, Aufbau und Arbeitsweise) wurden nicht veröffentlicht. Bis Mitte der 1960er Jahre konzentrierte sich die Öffentlichkeitsarbeit des MfS auch auf propagandistische Angriffe auf die Bundesrepublik, etwa durch Berichte über die westdeutsche Aufrüstung oder die Nazivergangenheit von westdeutschen Funktionsträgern. Im Zuge der Entspannungspolitik konzentrierte sich die Abteilung Agitation zunehmend auf die Traditionspflege und die Stärkung des eigenen Ansehens in der Bevölkerung. Hierfür arbeitete die Abteilung auch mit Schulen, betrieblichen Arbeitskollektiven und Grenzgemeinden zusammen. 1955 beschäftigte die Abteilung noch neun Mitarbeiter, wuchs aber im Laufe der Jahre auf bis zu 87 Mitarbeiter (1983) an. 1985 wurde die Abteilung als Bereich 6 in die Zentrale Auswertungs- und Informationsgruppe (ZAIG) eingegliedert.
Einer der bekanntesten Personen, die im Auftrag der Abteilung gegen den Westen agitierte, war Julius Mader.

## Leiter der Abteilung Agitation
- Gustav Borrmann (1955–1957)
- Günter Halle (1957–1975)
- Helmut Bechert (1975–1985)